# Anello raschiaolio

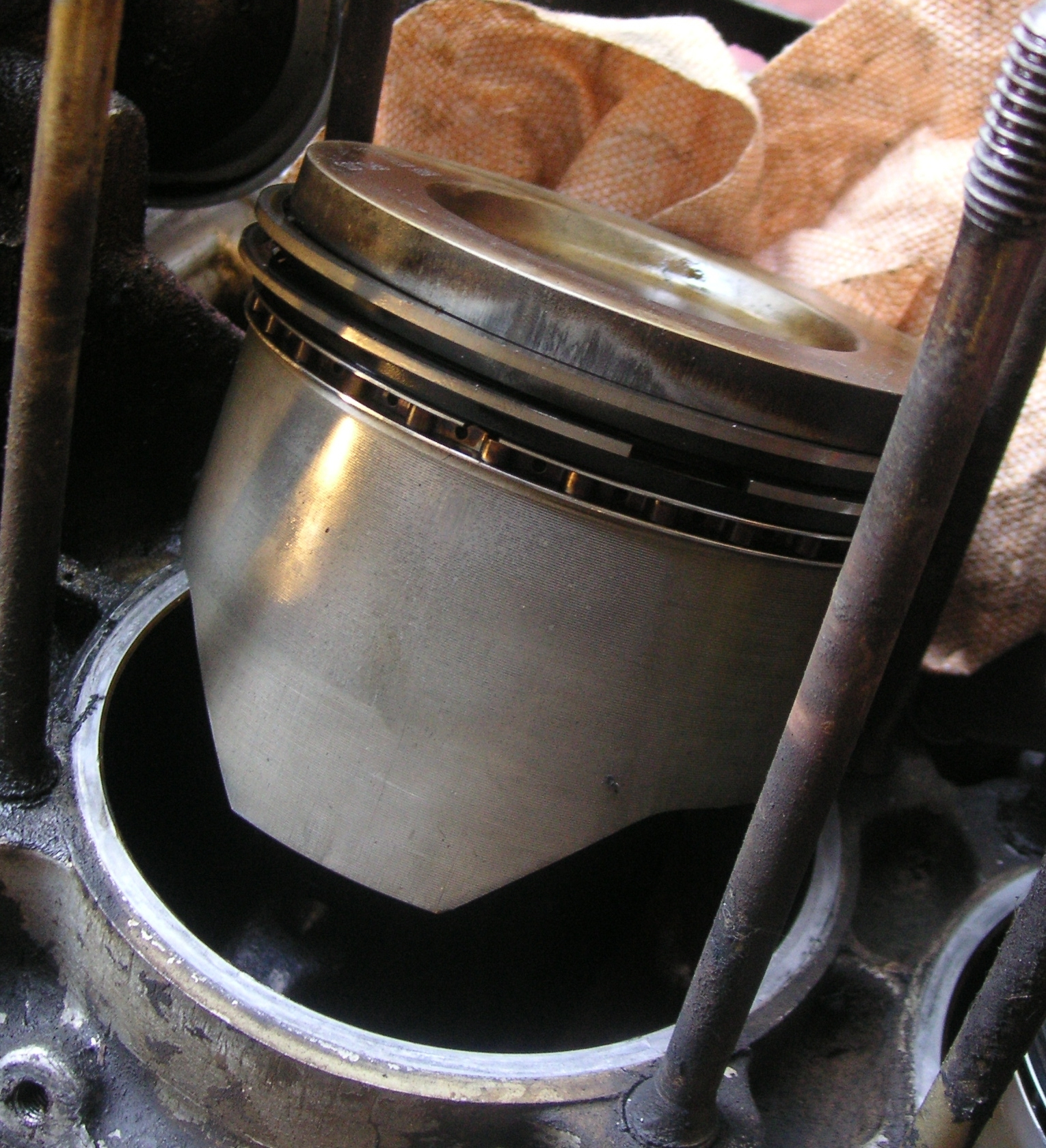
Raschiaolio di un pistone 4T (l'ultimo, al disotto delle fasce elastiche)

L'anello raschiaolio è un anello metallico aperto e appiattito, situato attorno alla testa del pistone con la funzione di raccogliere l'olio precedentemente portato sulla superficie del cilindro e rimandarlo nel circuito del lubrificante. Questa operazione è molto importante, poiché altrimenti vi sarebbe un notevole spreco ed inoltre si creerebbero residui sulla parete del cilindro.
Tali anelli sono presenti nei motori a quattro tempi e nelle apparecchiature con un funzionamento analogo e analoga lubrificazione, come i compressori dell'aria.

## Posizione e forma

Vari profili per l'anello raschiaolio

Gli anelli sono inseriti in apposite sedi ricavate nella parte alta del pistone, ma al di sotto delle fasce elastiche (o segmenti), perché altrimenti viene meno la funzione di queste ultime.
Hanno una forma ad anello aperto, esattamente come le fasce elastiche, per consentire l'inserimento nelle sedi del pistone. Esiste un caso particolare (moto Honda), con la NR 500 nel motomondiale e la NR 750 omologata per uso stradale (comprata solo dai musei) dove, essendo i pistoni ovali, i raschiaolio e le fasce hanno a loro volta tale forma.
La sezione degli anelli raschiaolio è a "C", dove la parte destra della "C" è a contatto con il cilindro, mentre la parte sinistra è a contatto con la sede nel pistone. Gli anelli hanno dei fori che mettono in comunicazione la parte esterna con quella interna; la sede dell'anello nel pistone ha a sua volta una serie di fori che permettono il versamento dell'olio raccolto all'interno del pistone e da lì nel circuito.

## Funzione
Durante il movimento discendente del pistone, l'anello "raschia" il velo d'olio trasportandolo in basso; l'olio che entra nel cavo dell'anello attraverso i fori viene versato attraverso il pistone.